# 緑の目の令嬢
『緑の目の令嬢』（みどりのめのれいじょう、La Demoiselle aux yeux verts）は、モーリス・ルブランの『アルセーヌ・ルパン』シリーズの一篇。1927年発表。
スマートな男性紳士ラウール・ド・リメジー男爵ことアルセーヌ・ルパンが、ふと街で惹かれた緑の目の令嬢・オーレリーを悪漢の手から守り、彼女の持つ謎を解き明かす。ルパンの持つ「女性を守る騎士」の要素がふんだんに顕われている作品。

## ルパン三世　カリオストロの城
宮崎駿監督のアニメーション映画『ルパン三世 カリオストロの城』の、「湖中の遺跡」というアイディアは、この作品から取られている。